# یرزه
یرزه یک منطقهٔ مسکونی در استان جبل لبنان است که در شهرستان بعبدا واقع شده‌است. این منطقه در نزدیکی پایتخت کشور یعنی شهر بیروت قرار دارد. خود شهر بعبدا در مجاورت بیروت است.
یرزه از دو جهت اهمیت دارد. اول اینکه در نزدیکی بیروت(پایتخت) قرار دارد و دوم این است که چند سفارت کشورها و اداراتی در آن یا شهر نزدیک آن یعنی بعبدا نیز جای دارند مقر وزارت دفاع لبنان در یرزه قرار دارد. این مقر شامل موزه نظامی لبنان نیز است. در اکتبر سال ۱۹۹۰ میلادی، پس از شکست ژنرال میشل عون در جنگ شوم آزادی‌بخش(۱۹۸۹-۱۹۹۰)، ارتش سوریه ساختمان وزارت دفاع در یرزه را تصرف کرد و تمام پرونده‌های دفتر دوم(اطلاعات نظامی) را نابود کرد. این شهر همچنین دارای بنای یادبود معروف امید برای صلح است که در سال ۱۹۹۵ توسط آرماند فرناندز معروف به همان آرمان طراحی و به لبنان هدیه داده شد که به طور ویژه توسط دولت لبنان برای بزرگداشت ۵۰ سال خدمت نظامی آنها سفارش داده شد. آرمان به عنوان یکی از مهم‌ترین هنرمندان شی‌گرای بین‌المللی و عضوی از نئورئالیسم (نوواقع‌گرایی) شناخته می‌شود. او یک هنرمند تجربی و پرکار بود. شهرت آرمان بیشتر به خاطر هنر اوست هرچند او یک زمانی استاد جودو، ماهیگیر با نیزه و یک گردآورنده اشیاء عتیقه نیز بود. منطقه مسکونی یرزه در شهرستان بعبدا است. اگرچه گاهی اوقات به صورت منطقه ای یرزه-بعبدا نیز نام برده می شود. فاصله یرزه تا پایتخت لبنان یعنی بیروت از طریق جاده شماره 30 کمتر از ۵ کیلومتر بوده و حدودا ۳ کیلومتر است.

## مکان های مهم
سفارت مراکش در لبنان در شمال یرزه قرار دارد لازم به ذکر است که این ناحیه بسیار سرسبز می باشد. سفارت لهستان و اوکراین نیز در غرب یرزه قرار دارد. همچنین:
- مقر روزنامه لبنانی ادیار
- باشگاه تفریحی یرزه که شامل(چندین استخر شنا، رستوران، پارک، مهدکودک، کافی شاپ، تالار و... است)
- سفارت عربستان سعودی
- صومعه فرانسوی پاک بانوی وحدت ما(سنت کلیر نوتردام)

## ارتفاعات و زمان محلی
زمان محلی یرزه زمان اروپای شرقی است و بر مبنای ساعت تابستانی اروپای شرقی نیز می باشد. کمترین میزان بلندی در این منطقه ۶۰۰ متر و بلندترین نقطه آن ۱۲۰۰ متر ارتفاع دارد.